# Ramón Moreno

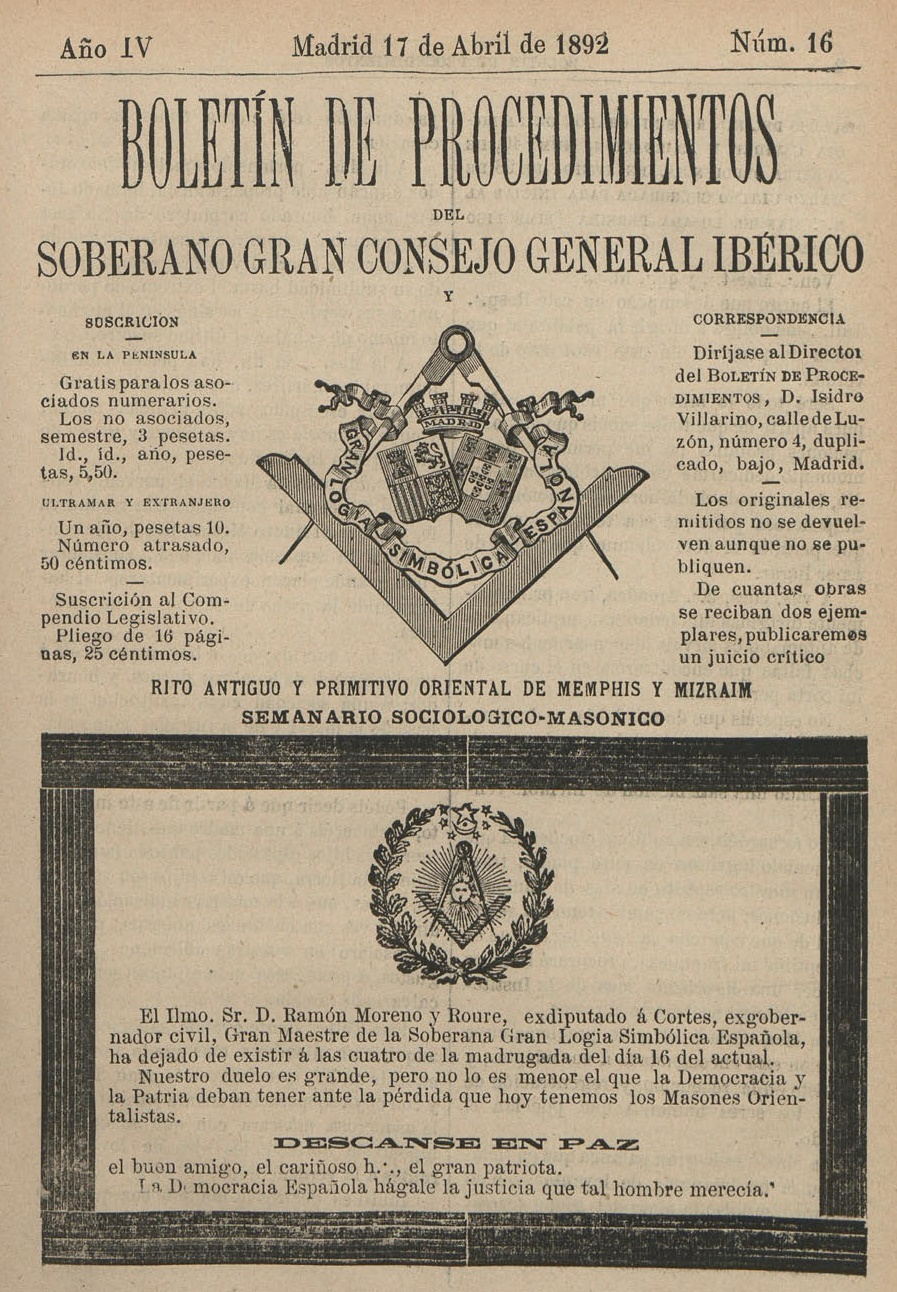
Esquela de Ramón Moreno y Roure, Gran Maestre de la Soberana Gran Logia Simbólica Española, publicada en el número 16 del Boletín de Procedimientos del Soberano Gran Consejo General Ibérico, Madrid, 17 de abril de 1892.

Ramón Moreno y Roure. Político republicano español. Representante de la provincia de Albacete en el Pacto Federal Castellano (1869).
Resultó elegido diputado por el distrito de Daimiel en las elecciones al Congreso del 10 de mayo de 1873, a las que se había presentado también con una candidatura por el distrito de Villanueva de los Infantes.
Fue gobernador civil de Albacete en 1873.